# Víctor Vázquez
Pour les articles homonymes, voir Vázquez.
Víctor Vázquez Solsona, né le 20 janvier 1987 à Barcelone en Espagne, est un footballeur espagnol. Il joue au poste de milieu offensif à East Bengal FC.

## Biographie

### Débuts à Barcelone
Víctor Vázquez intègre les rangs du FC Barcelone à l'âge de neuf ans. Formé à La Masía, il joue dans toutes les catégories de jeunes du Barça avant que Frank Rijkaard le fasse débuter avec la première équipe le 12 avril 2008 face au Recreativo de Huelva.
Lors de la saison 2008-2009, Pep Guardiola le convoque pour effectuer le stage d'été avec la première équipe et il dispute trois matchs officiels dont un de Ligue des champions le 9 décembre 2008 face à Shakhtar Donetsk où il est titulaire.
Le 9 février 2009, Víctor Vázquez est victime d'une grave blessure au genou avec la deuxième équipe du Barça qui va ralentir sa progression. Contemporain de Lionel Messi, de Cesc Fàbregas et de Gerard Piqué avec qui il coïncide en équipe cadet, Víctor Vázquez était jusque-là un des espoirs les plus prometteurs issus de La Masía.
Lors de la saison 2009-2010, Víctor Vázquez contribue à la promotion du Barça B en deuxième division.
Le 7 décembre 2010, Vázquez inscrit son premier but avec la première équipe du FC Barcelone à l'occasion du match de Ligue des champions face à Rubin Kazan au Camp Nou (victoire 2 à 0).

### Succès à Bruges
Víctor Vázquez est transféré à la fin de la saison 2010-2011 au Club Bruges KV. Ses débuts avec le Club de Bruges, seront de premiers abords difficiles, car Victor n'était pas totalement prêt physiquement, et était incapable de finir un match. Finalement dès mars 2012, il s'impose définitivement dans l'effectif du club, et devient même le maître à jouer du Club de Bruges, remplaçant à merveille Vadis Odjidja Ofoe, son entraîneur Christoph Daum lui donnant les clés du jeu. Il s'entend à merveille avec des joueurs comme Lior Refaelov, Joseph Akpala, ou Thomas Meunier. De février 2012 à mai 2012, il réalisa un nombre non négligeable de sept passes décisives.
Il a repris les clés de l'équipe depuis le départ de Vadis Odjidja, et de Maxime Lestienne, en août 2014. À cet égard, il ne serait pas dénué de tout fondement d'affirmer que, depuis le départ de ses coéquipiers, il s'est révélé comme étant le joueur décisif en fin de match,  comme en témoignent ses buts contre Zulte Waregem (7 décembre 2014) d'un fantastique extérieur du pied droit, à la 88e qui vient clore les débats, ou encore ses égalisations décisives alors que le Club de Bruges était mené contre respectivement Copenhague (1-1) en Ligue Europa le 23 octobre 2014, et Anderlecht (2-2) d'un coup franc imparable. Ces buts étaient d'autant plus décisifs et ont pour point commun qu'elles étaient les dernières actions des matchs respectifs. Elles démontrent dès lors, le leadership qu'il détient et le sang froid dont il fait preuve en fin de match. Il termine deuxième du soulier d'or belge, trophée attribué par les journalistes et observateurs du championnat et décerné au meilleur joueur du championnat, à cinq points du lauréat Dennis Praet. 
À l'entame des playoffs de la saison 2014-2015, il cumule onze buts et dix passes décisives tout en ayant été trente-et-une fois titulaire, toutes compétitions confondues. À l'occasion de la troisième journée des play-offs, il distille deux passes décisives desquelles vont résulter les deux buts de son équipe, face à Anderlecht (2-1) le 19 avril 2015. Il récidive lors de la victoire du Club contre Charleroi, le 21 mai 2015 (2-3). Le lendemain, il est élu Footballeur Pro de l'année avec près de 300 points d'avance sur son coéquipier et ami, Lior Refaelov.

### Au Mexique et au Canada
Le 16 janvier 2016, après quatre années de bons et loyaux services, son transfert vers le Mexique à Cruz Azul est officialisé pour un montant de 2,5M€ et un contrat de trois ans. Après quasiment un an au Mexique, il rejoint le Toronto FC en Major League Soccer le 20 février 2017.

### Passage au Qatar
Le 22 janvier 2019, il quitte le Canada pour rejoindre le club de Al-Arabi SC au Qatar. Le 8 juillet 2019, il rejoint le club de Umm Salal SC, toujours au Qatar.

### Retour éphémère en Belgique
Le 18 août 2020, Victor Vázquez fait son retour en Belgique en signant un contrat de deux saisons au KAS Eupen mais quitte le club germanophone pour raisons personnelles le 14 octobre suivant. Il n'aura joué que treize minutes pour les Pandas.

### Au Galaxy de Los Angeles
Le 17 mars 2021, il s'engage, libre de tout contrat, avec le club de Major League Soccer du Galaxy de Los Angeles. Le 14 novembre 2022, le Galaxy annonce que son contrat n'est pas renouvelé.

### Retour à Toronto
Il retourne au Toronto FC le 16 décembre 2022 en signant un contrat d'une saison, plus une en option, quatre ans après son départ en janvier 2019.

## Style de jeu
Victor Vazquez est un joueur atypique disposant d'un très bon bagage technique, même s'il préfère passer le ballon à un de ses coéquipiers plutôt que de le monopoliser. Il a une qualité de passe excellente, aidée par sa vista hors du commun. Il a un temps d'avance sur ses adversaires et a un quadrillage parfait du terrain, lui permettant de joindre très facilement ses coéquipiers par une passe ; tantôt dans les pieds, tantôt dans la course, aussi bien de l'intérieur que de l'extérieur du pied. Il est également un spécialiste des frappes enroulées, lesquelles sont bien souvent inatteignables -  le ballon épousant une telle courbure qu'elle empêche toute intervention du gardien adverse. C'est de plus un meneur de jeu à l'ancienne, qui a besoin de toucher énormément de ballons, ne se démarquant pas spécialement par sa vitesse de course, mais plutôt par la vitesse d'exécution à laquelle il effectue ses passes, mais également par sa faculté à trouver la brèche dans les défenses adverses. Il est, de surcroît, très difficile d'effectuer un marquage spécifique pour le contrer, se positionnant tantôt dans les intervalles (entre le milieu de terrain et la défense adverse), tantôt sur un flanc (à la suite d'une permutation avec Refaelov, voire, le cas échéant, il se positionne avec Refaelov afin d'apporter une supériorité numérique sur un flanc) sinon très bas près de ses défenseurs afin de leur proposer une relance fiable, bien que cette dernière tâche soit communément confiée à Thomas Meunier ou Ruud Vormer. Il est le « général » du Club de Bruges.
À ce propos, au terme de la large victoire du Club de Bruges contre Zulte le 21 novembre 2015, son coéquipier Felipe Gedoz déclara à son sujet « Les qualités de Vazquez sont indéniables. Tu sais de quoi il est capable, il a ses qualités ancrées en lui. Victor sent parfaitement le jeu, c'est pourquoi c'est si agréable de jouer à ses côtés. ».
Son ancien entraîneur, Michel Preud'homme, le qualifiera en ce sens de « génie technique »,.

## Palmarès
FC Barcelone (4)
- Vainqueur du Championnat d'Espagne en 2009.
- Vainqueur de la Coupe d'Espagne en 2009.
- Vainqueur de la Ligue des champions en 2009 et 2011.

 Club Bruges KV (2)
- Vainqueur de la Coupe de Belgique en2015.
- Champion de Belgique en 2016.

 Toronto FC (4)
- Vainqueur de la Coupe MLS en 2017.
- Finaliste de la Coupe MLS en 2016.

- Vainqueur du Supporters' Shield en 2017.
- Vainqueur du Championnat canadien en 2017 et 2018

## Distinctions personnelles
- Vainqueur du Trophée du plus beau but en 2014 de Jupiler Pro League.
- Footballeur Pro de l'année en 2015.